# Michael Georgiou
Michael Georgiou (n. 18 ianuarie 1988, Greater London, Anglia, Regatul Unit) este un jucător cipriot de snooker. 
A realizat breakul maxim o dată, la Paul Hunter Classic din 2019. A câștigat Snooker Shoot-Out în 2018. 
Născut la Londra, Georgiou are dublă cetățenie dar a ales să reprezinte Ciprul în competiții.